# Wolfgang Wagner (nadador)
Wolfgang Wagner (Gera, Alemania, 6 de agosto de 1938) es un nadador, retirado, especializado en pruebas de estilo espalda que representó a la República Democrática Alemana. Fue subcampeón de Europa en 200 metros espalda durante el Campeonato Europeo de Natación de 1962.

## Palmarés internacional
| Campeonato Europeo de Natación | Campeonato Europeo de Natación | Campeonato Europeo de Natación | Campeonato Europeo de Natación |
| Año                            | Lugar                          | Medalla                        | Prueba                         |
| ------------------------------ | ------------------------------ | ------------------------------ | ------------------------------ |
| 1958                           | Budapest ( Hungría)            | Medalla de bronce              | 100 m espalda                  |
| 1962                           | Leipzig ( Alemania)            | Medalla de plata               | 200 m espalda                  |